# Marko Kljajić
Marko Kljajić (Jakotina, BiH, 12. rujna 1950.) je hrvatski književnik i svećenik iz Vojvodine . Piše pjesme i povijesna događanja iz Srijema. 
Rodio se 12. rujna 1950. godine u Jakotini, u Bosni. S dvanaest godina se seli u Hrvatsku, u Baranju. Pohađao je katoličku gimnaziju u Zagrebu. Studirao je teologiju u Zagrebu i Đakovu. Za svećenika je zaređen 1977. godine. Kao župnik je bio u Beočinu i Čereviću, Petrovaradinu (gdje je u službi proveo i najviše, oko dvadeset godina). Od 2005. je župnik u župi sv. Ivana Kapistrana u Novom Beogradu i upravitelj župe Presvetog Trojstva u Surčinu. 
U svojim pjesmama ima suvremeni, moderni pjesnički izraz i oblik. U jednom razdoblju bio je član uređivačkog odbora Klasja naših ravni, časopisa Matice hrvatske iz Subotice.
Nagrađen je priznanjem „Ban Josip Jelačić“ 2014. godine.
Inicirao je osnivanje Hrvatske čitaonice Fischer u Surčinu, koja je osnovana ljeta 2016. godine.

## Djela
- Getsemanski plodovi duše
- Kako je umirao moj narod
- Golubinci kroz povijest
- Sveti Juraj u Petrovaradinu
- Jesenja snoviđenja
- Surčin kroz povijest...,  Župa Presvetog Trojstva, Privlačica; Surčin-Petrovaradin-Vinkovci, 2010. (Nagrada Tomo Vereš 2010. – 2013.)[4]

- Naslovnica knjige Getsemanski plodovi duše
- Naslovnica knjige Kako je umirao moj narod
- Naslovnica knjige Golubinci kroz povijest

Svojim djelima je 2009. ušao u antologiju poezije nacionalnih manjina u Srbiji Trajnik (prireditelja Riste Vasilevskog).

## Vanjske poveznice
- Vijenac br.400/2009.  Arhivirana inačica izvorne stranice od 17. srpnja 2009. (Wayback Machine) Budi svoj - Izbor iz suvremenoga hrvatskog pjesništva u Vojvodini (1990–2009)